# اتفضلوا ممنوع الدخول (فلم)
اتفضلوا ممنوع الدخول فيلم سينمائي كوميدي سوري، من إنتاج عام 1984.

## قصة الفيلم
شقيقان لكل منهما سمات مختلفة توقعهما في العديد من المشاكل، أحدهما طيب طموح ناجح، والآخر شرير للغاية، يسبِّب المتاعب لأخيه الطيب، يدبر له مكيدة من أجل الخلاص منه، لكن تفشل هذه المؤامرة ويصبح مهددًا بالسجن.

## فريق العمل
- سيناريو وحوار: أسامة ملكاني، أديب السيد
- إخراج: أسامة ملكاني
- إنتاج وتوزيع: شركة الغانم للسينما
- مساعد المخرج: زهير أيوب، شامل أميرلاي
- مدير الإنتاج: رياض كنج، أحمد رافع
- مونتاج: زهير دايه
- مدير التصوير: جورج لطفي الخوري

## بطولة
- ناجي جبر
- ياسين بقوش
- هيثم جبر
- ناهد حلبي
- هدى شعرواي
- سلوى سعيد
- فؤاد غازي
- محمد العقاد
- محمد خير حلواني
- أحمد رافع
- سونيا حوراني
- وفاء سكر
- هدى الحسن
- سونيا الجمال
- ممدوح بريجاوي
- شفيق المنفلوطي
- خالد الفرا
- عدنان حبال
- عبدالله حصوة
- أحمد مسالخي